# (305) Гордония
(305) Гордония (англ. Gordonia) — астероид главного пояса, принадлежащий к светлому спектральному классу S, что говорит о наличии в составе его пород большого количества кремния. Он был открыт 16 февраля 1891 года французским астрономом Огюстом Шарлуа в обсерватории Ниццы и назван в честь основателя, редактора и издателя крупной американской газеты «Нью-Йорк Геральд» Гордона Беннетта.

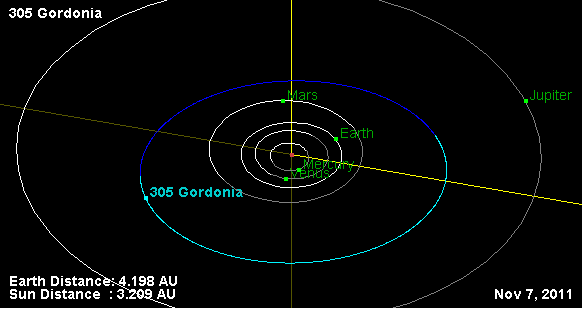
Орбита астероида Гордония и его положение в Солнечной системе